# Comuna de Andrzejewo
Andrzejewo (polaco: Gmina Andrzejewo) é uma gminy (comuna) na Polónia, na voivodia de Mazóvia e no condado de Ostrowski.
De acordo com os censos de 2004, a comuna tem 4523 habitantes, com uma densidade 38,1 hab/km².

## Área
Estende-se por uma área de 118,64 km², incluindo:
- área agricola: 92%
- área florestal: 3%

## Demografia
Dados de 30 de Junho 2004:
|                      | Total   | Total | Mulheres | Mulheres | Homens  | Homens |
| -------------------- | ------- | ----- | -------- | -------- | ------- | ------ |
|                      | pessoas | %     | pessoas  | %        | pessoas | %      |
| População            | 4523    | 100   | 2225     | 49,2     | 2298    | 50,8   |
| Densidade (pop./km²) | 38,1    | 100   | 18,8     | 18,8     | 19,4    | 19,4   |

De acordo com dados de 2002, o rendimento médio per capita ascendia a 1222,33 zł.

## Subdivisões
- Andrzejewo, Dąbrowa, Godlewo-Gorzejewo, Gołębie-Leśniewo, Janowo, Jasienica-Parcele, Kowalówka, Króle Duże, Króle Małe, Kuleszki-Nienałty, Łętownica-Parcele, Mianowo, Nowa Ruskołęka, Olszewo-Cechny, Ołdaki-Polonia, Pęchratka Mała, Pieńki-Sobótki, Pieńki Wielkie, Pieńki-Żaki, Przeździecko-Dworaki, Przeździecko-Grzymki, Przeździecko-Jachy, Przeździecko-Lenarty, Ruskołęka-Parcele, Stara Ruskołęka, Załuski-Lipniewo, Zaręby-Bolędy, Zaręby-Choromany, Zaręby-Warchoły, Żelazy-Brokowo, .

## Comunas vizinhas
- Czyżew-Osada, Ostrów Mazowiecka, Szulborze Wielkie, Szumowo, Zambrów, Zaręby Kościelne,